# Præfekturer i Grækenland
Grækenland er opdelt i 13 administrative regioner kendt som periferier. Disse var ind til 2011 igen underopdelt i 3 superpræfekturer og 54 præfekturer eller nomes (nomoi, ental – nomos, Græsk: νομοί, νομός ).
Med Kallikratis-reformen, der trådte i kraft den 1. januar 2011, blev præfekturerne afskaffet, og erstattet af 74 regionale enheder. Mange af de tidligere præfekturer, især på fastlandet, blev bibeholdt i form af regionale enheder, som også stort set overtog præfekturernes administrative rolle.
Ifølge den græske forfatning var præfekturerne i hovedsagen en lokalforvaltning af anden grad, men er ikke direkte overordnet kommunerne. Ved en reform i 1994 overførtes de fleste administrative områder fra præfekturerne til periferierne, men de udfører dog stadig opgaver, som regeringen har overført til dem (bl.a. inden for sundhedsområdet, byplanlægning etc.), hvorfor de i retslig forstand anses for at være enheder under centraladministrationen.
De første valg til præfekturerne fandt sted i 1994. Tidligere var præfekterne og rådsmedlemmerne udpeget direkte af regeringen.

## Organisation
Præfekturerne styres af et præfekturråd (νομαρχιακό συμβούλιο) med fra 21 til 37 medlemmer, med en præfekt (νομάρχης) i spidsen og ledet af en rådspræsident (πρόεδρος). 
Blandt præfekturernes andre styrende organer er:
- Præfekturkomiteen, der består af præfekten eller en af ham udpeget stedfortræder og 4 til 6 medlemmer valgt af præfekturrådet.[3]
- Provinsrådet og
- Eparchos, (underpræfekt, έπαρχος).

Superpræfekturerne har deres egne styrende organer (Råd, komite og superpræfekt).
Præfekturrådets medlemmer vælges ved almindeligt valg, som afholdes hvert fjerde år. Tre femtedele af pladserne går til det valgforbund, som får flertallet og to femtedele til de øvrige partier efter et proportionalt system. Posten som præfekt tilfalder lederen af det vindende valgforbund, som er det, der opnår mere end 42% af stemmerne i første valgrunde. Kommer intet valgforbund over denne grænse, afholdes en anden valgrunde mellem de to forbund, som fik flest stemmer i første runde.

## Opgaver
Statsadministration har det overordnede opsyn med de lokale myndigheder, herunder præfekturerne, men den græske forfatning  giver kommuner og byer den lovmæssige kontrol over administrationen af deres respektive områder.
Loven om præfekturernes selvstyre lister ikke præfekturernes opgaver, men indeholder en generel regel, ifølge hvilken de nye præfekturråd har alle de opgaver, som hørte under de tidligere præfekturer i relation til deres lokale forhold.  Ikke desto mindre udøves nu de opgaver for centraladministrationen, som før 1994 hørte under præfekterne, nu af periferiernes præsidenter (περιφερειάρχης). Det nuværende præfektur-selvstyre har beholdt de "lokale opgaver på præfekturniveau", som ikke "hører under centraladministrationens område".
Ved særlig lovgivning er specifikke opgaver fra visse ministerier overført til præfekturselvstyret, herunder som nævnt opgaver inden for sundheds- og byplanlægningsområderne.

## Liste over præfekturer
| 1. (se nedenfor) 2. Euboea (Evia) 3. Evrytania 4. Fokis 5. Fthiotis 6. Viotia 7. Chalkidiki 8. Imathia 9. Kilkis 10. Pella 11. Pieria 12. Serrai 13. Thessaloniki 14. Khaniá 15. Heraklion 16. Lasithi 17. Rethymnon 18. Drama 19. Evros 20. Kavala 21. Rodhopi 22. Xanthi 23. Arta 24. Ioannina 25. Preveza 26. Thesprotia | 1. Korfu 2. Kefalonia og Ithaka 3. Lefkas 4. Zakynthos 5. Chios 6. Lesbos 7. Samos 8. Achaia 9. Argolis 10. Korinth 11. Laconia 12. Messenien 13. Kykladerne 14. Dodekanesiske øer 15. Karditsa 16. Larissa 17. Magnesia 18. Trikala 19. Arkadia 20. Aitolia og Akarnia 21. Elis 22. Florina 23. Grevena 24. Kastoria 25. Kozani Athosbjerget har en særstilling |  |

Periferien Attica (nummer 1 i kortet ovenfor) er opdelt i følgende præfekturer:
1. Athen
2. Østattica
3. Piræus
4. Vestattica